# Bogue (Carolina do Norte)
Bogue é uma cidade  localizada no estado norte-americano de Carolina do Norte, no Condado de Carteret.

## Demografia
Segundo o censo norte-americano de 2000, a sua população era de 590 habitantes. 
Em 2006, foi estimada uma população de 592, um aumento de 2 (0.3%).

## Geografia
De acordo com o United States Census Bureau, a localidade tem uma área de 7,6 km², dos quais 7,0 km² cobertos por terra e 0,6 km² cobertos por água.

## Localidades na vizinhança
O diagrama seguinte representa as localidades num raio de 12 km ao redor de Bogue. 